# Gaislacher See
Gaislacher See är en sjö i Österrike.   Den ligger i förbundslandet Tyrolen, i den västra delen av landet, 400 km väster om huvudstaden Wien. Gaislacher See ligger 2 700 meter över havet. Den högsta punkten i närheten är Gaislachkogel, 3 056 meter över havet, norr om Gaislacher See.
Trakten runt Gaislacher See består i huvudsak av gräsmarker. Runt Gaislacher See är det ganska glesbefolkat, med 32 invånare per kvadratkilometer.